# NGC 2272
NGC 2272 је елиптична галаксија у сазвежђу Велики пас која се налази на NGC листи објеката дубоког неба.
Деклинација објекта је - 27° 27' 35" а ректасцензија 6h 42m 41,2s. Привидна величина (магнитуда) објекта NGC 2272 износи 11,8 а фотографска магнитуда 12,8. NGC 2272 је још познат и под ознакама ESO 490-33, MCG -5-16-17, PGC 19466.